# Soosiulus decoris
Soosiulus decoris är en insektsart som beskrevs av Young 1977. Soosiulus decoris ingår i släktet Soosiulus och familjen dvärgstritar. Inga underarter finns listade i Catalogue of Life.